# Secció crítica
En programació concurrent, una secció crítica és una part del codi de programació que accedeix a un recurs compartit (per exemple una estructura de dades o un dispositiu), que no pot ser accedit de forma concurrent per més d'un fil d'execució. Mentre s'executa la secció crítica, altres fils d'execució poden executar altres seccions de codi però no la secció crítica.
Per garantir exclusió mútua dels fils d'execució que volen accedir a una secció de codi, és necessari disposar de mecanismes per senyalitzar l'entrada i la sortida d'aquesta secció. Una forma habitual és per mitjà de  semàfors. Per entrar a la secció crítica, el fil d'execució obté possessió de semàfor, que ha d'alliberar quan surt de la secció.